# 梁宇 (足球运动员)
梁宇（1973年1月26日—），出生于天津市河东区，中国前男子足球运动员，曾经效力于天津泰达队和深圳平安队。

## 职业生涯
梁宇出生于1973年，是甲A联赛初期天津队主力边锋。1992年代表天津博桑队参加当年的甲B联赛，当时的队友有后来天津队的核心于根伟、孙建军、高飞等人。1994年调入天津足球一队参加同年的甲B联赛，球队最终升上甲A。1995年作为主力球员代表天津队出战，在联赛和足协杯中各有斩获，帮助天津队保级成功。1996赛季由于主力右后卫石勇受伤以及俄罗斯外援表现拙劣，梁宇改打右边后卫。1997年转会至深圳平安队效力，在同年甲B联赛中打入五球，帮助球队冲A成功；后被时任主教练车范根弃用，后回到天津与天津泰达一起训练。2000赛季正式回归天津，取代老将冯建国成为主力右后卫，并在同辽宁队的艰苦雪战中打入扳平一球，至今仍为球迷津津乐道。2001赛季后挂靴。